# Niels Knudsen Skov
Niels Knudsen Skov (født 11. juni 1933 i Brovst, død 19. september 2018) var en dansk officer.
Han var søn af slagtermester Chr. Skov (død 1958) og hustru Petra født Knudsen (død 1961), tog realeksamen fra Åbybro Mellem- og Realskole 1949 og handelseksamen fra Justistråd Møllers Handelshøjskole i Aalborg 1950. Skov blev dernæst udlært i kontor- og handelsfag ved Chr. Kjærgård A/S, Nørresundby 1953.
Han blev intendanturløjtnant 1955, var ved Den danske Kommando i Vesttyskland 1955-56 og gennemgik Hærens Officersskole 1956-58, som han forlod som premierløjtnant. Han var tjenstgørende ved regimenter og myndigheder, bl.a. Intendanturkorpsets skole 1958-64, blev kaptajn 1964, var tjenstgørende i Forsvarsministeriet 1964-80, som kontorchef fra 1974. Skov blev major 1969, oberstløjtnant 1977, oberst 1980, generalmajor 1985; afdelingschef i Forsvarskommandoen, Økonomistaben 1980 og chef for Økonomistaben fra 1985 til sin pensionering.
Han var medlem af bestyrelsen for Intendanturofficersforeningen 1960-64 og formand for I/S Greve Strand Vandværk. 4. oktober 1993 modtog han Kommandørkorset af 1. grad af Dannebrogordenen, og han bar også Hæderstegnet for god tjeneste ved Hæren.
Han var fra 21. juli 1957 gift med Birthe Christensen (født 20. februar 1935 i Åbybro), datter af uddeler Arnold Christensen (død 1972) og hustru Louise født Hansen (død 1976).